# وزارة الاقتصاد والتجارة (لبنان)
وزارة الاقتصاد والتجارة هي وزارة حكومية لبنانية، يقع مقرها في الطابق الخامس من مبنى الأزارية في بيروت .

## مهام الوزارة
تعنى وزارة الاقتصاد والتجارة بشؤون لبنان الاقتصادية وتتولى الإعداد والتنسيق والتنفيذ في حقول التجارة والاقتصاد والتموين. ومن مهامها:
- العمل مع الوزارات الأخرى المعنية على إنماء المرافق الاقتصادية والثروة الوطنية في البلاد.
- اتخاذ التدابير اللازمة لتعزيز التجارة ومعالجة شؤون التموين وحماية المستهلك من خلال سياسة عامة تحفظ التوازن الاقتصادي عن طريق الإعداد والتنسيق والتنفيذ.
- مكافحة الاحتكار ومراقبة الأسعار والتقيد بالنصوص المتعلقة بها.
- إعداد مشاريع الاتفاقات التجارية الدولية بالاشتراك مع وزارة الخارجية والمغتربين والعمل على تنفيذها.

## الوزراء

### الوزير الحالي
أمين سلام

### الوزراء السابقون
راوول نعمة (2020 - 2021)
منصور بطيش (2019) - (2020)
رائد خوري (2017)
ولد في  الشويفات عام 1975، وهو محلّل مالي معتمَد (CFA) حائز على شهادة البكالوريوس BA في الاقتصاد وماجستير في العلوم المالية والمصرفية من الجامعة الأميركيّة في بيروت (AUB) .
آلان حكيم (2014)
مولود في 3 أيار 1961
متأهّل من غريس عقّاد ولديه ولدان ناتاشا وكريستوفر حائز على شهادة الدكتوراة في إدارة الأعمال والعلم الإداري من جامعة القديس يوسف.
نقولا نحاس (2011)
ولد في العام 1946 في طرابلس.
- متزوج وله ثلاثة أولاد.
- مؤسس Partners Value E D A F I وهيشركة أعمال تعنى بالاستثمارات الخاصة في مجالات صناعية عدة لمواد البناء والطاقة النظيفة.

محمد الصفدي (2008)
ولد معالي الوزير الصفدي في طرابلس بتاريخ 28 آذار 1944.
تخرج من مدرسة برمانا العالمية سنة 1962
التحق بالجامعة الأميركية في بيروت حيث حاز على شهادة البكالوريوس في إدارة الأعمال عام 1968
سامي حداد (2006)
ولد في 26 أغسطس 1950 كان وزير الاقتصاد والتجارة.
تخرج حداد من الجامعة الأميركية في بيروت في عام 1971، وحصل على شهادة في الاقتصاد. بدأ مسيرته مع  بنك سوسيتيه جنرال في بيروت.
حصل على درجة الماجستير في الاقتصاد من الجامعة الأميركية في بيروت عام 1977 ودرس للحصول على الدكتوراه في اقتصاديات التنمية سنة 1977-1979 في جامعة ويسكونسن ماديسون.
من 1979 إلى 1981 شغل منصب مساعد شخصي لحاكم مصرف لبنان، بنانين البنك المركزي.
في عام 1981 بدأ مسيرته في مجموعة البنك الدولي التي استمرت حتى تعيينه وزيرا للاقتصاد والتجارة في يوليو 2005.
وهو متزوج  ولديه طفلان.
دميانوس قطار (2005)
الدكتور داميانوس قطار، الذي ولد في جزين عام 1960 ، وحصل على شهادة الدكتوراه في التخطيط الاستراتيجي. وكان وزير المالية والاقتصاد والتجارة بين نيسان وتموز 2005. وكان أيضا رئيس فرق الإسعاف الأولي في الصليب الأحمر اللبناني.
عدنان القصار (2004)
هو رجل أعمال لبناني، حاصل على شهادة بكالوريوس في الحقوق من جامعة القديس يوسف في بيروت. وهو متزوج ولديه  ابنة واحدة.
في عام 1972 انتخب السيد القصار رئيس غرفة بيروت للتجارة والصناعة، وهو منصب شغله لأكثر من ثلاثين عامًا.
طوال سنوات الحرب التي عانى لبنان بين عامي 1976 و 1991، بقي عدنان القصار في لبنان على رأس القطاع الخاص، وتوج جهوده نحو إبقاء لبنان حاضرًا في الاجتماعات العالمية والندوات والمؤتمرات والمعارض الدولية والمعارض.
تم تعيين السيد عدنان القصار، ونظرا قيادته ذات مصداقية وقوية وتاريخية في القطاع الخاص اللبناني، وزير الاقتصاد والتجارة في الجمهورية اللبنانية في أكتوبر من عام 2004
مروان حمادة (2003)
حاصل على إجازة في الحقوق من جامعة القديس يوسف في لبنان وذلك بعام 1963، كما إنه حاصل على شهادة بالعلوم الاقتصادية.
بتاريخ 1 أكتوبر2004 تعرض لمحاوله اغتيال.
ياسر فليحان (2000)
ولد باسل فليحان في عين زحلتا في 10 أيلول 1963. متزوج من يسما نبيل مسلم (سنة 1998) ولهما ولدان رانية وريان. نال شهادة بكالوريوس في الاقتصاد من الجامعة الأميركية في بيروت. حصل على شهادة ماجستير من جامعة يال، الولايات المتحدة، في الاقتصاد التنموي والعالمي. حاز شهادة دكتوراه في الاقتصاد من جامعة كولومبيا، في نيويورك.
من سنة 1993 حتى 1999، شغل منصب المستشار الاقتصادي لوزير المال، ومدير المشروع المشترك بين البنك الدوليوبرنامج الأمم المتحدة للتنمية المتعلق بتعزيز مشروع إدارة العائدات والضرائب في وزارة المال.
من سنة 1994 حتى 2000، شغل منصب أستاذ محاضر في الجامعة الأميركية في بيروت ودرّس مادة الاقتصاد.
سنة 2000، انتخب نائباً في البرلمان اللبناني وهو رئيس لجنة الاقتصاد والتجارة البرلمانية.

## روابط خارجية
- وزارة الاقتصاد والتجارة
- وزارة الاقتصاد والتجارة (بالعربية)